# Al-Aziz Yusuf
Al-Aziz Yusuf (arabisch العزيز جمال الدين يوسف, DMG al-ʿAzīz Ǧamāl ad-Dīn Yūsuf; * 1424) war Sultan der Mamluken in Ägypten im Jahre 1438.

## Leben
Al-Aziz Yusuf war 14 Jahre alt, als er am 7. Juni 1438 die Nachfolge seines Vaters, Sultan Barsbay antrat. Für den jugendlichen Sultan führte der mächtige Emir Dschaqmaq, gestützt auf zahlreiche Emire und Sultans-Mamluken sowie einige weitere Mamluken-Gruppierungen, die Regierung, gegen den sich aber eine „Zitadellen-Partei“ um den Sultan bildete, die den Abbasiden-Kalifen al-Mu’tadid II. (1414–1441), den Schatzmeister, die Armee, eine Anzahl wichtiger Emire und die Mehrheit der Mamluken einschloss, welche jedoch allesamt unerfahren in Regierungsgeschäften wie auch in der Kriegsführung waren. Als Dschaqmaq deshalb mit seinen Mamluken gegen die Kairoer Zitadelle stürmte, wurden seine Truppen von dort herab beschossen, aber gleichzeitig desertierten viele Mamluken des jungen Sultans, welcher daraufhin einen Waffenstillstand erbat. Dschaqmaq wurde anschließend von den Kadis zum Gehorsam gegenüber Sultan al-Aziz Yusuf eingeschworen und übernahm die Verwaltung des Reiches, blieb aber dem Hofdienst fern.
Nachdem einige der ägyptischen Emire von Syrien nach Kairo gekommen waren, wurden sie von Emir Qurqumas festgenommen – aber statt der von Qurqumas erhofften Schwächung Dschaqmaqs wurde seine Position durch diese Maßnahme gestärkt, woraufhin er Dschaqmaq ermutigte, Sultan al-Aziz Yusuf abzusetzen und selbst den Thron zu besteigen – in der Hoffnung, dadurch die dem Sultan treu ergebenen Aschrafi-Mamluken gegen ihn aufzubringen. Aber auch das scheiterte, und Emir Qurqumas sah sich gezwungen, Dschaqmaq offen in dessen Streben nach dem Sultanat zu unterstützen.
Al-Aziz Yusuf wurde am 10. September 1438 abgesetzt, in den Sultanspalast von Kairo gesperrt und schließlich ins Gefängnis von Alexandria überstellt, wo er allerdings laut Ibn Taghribirdi seinen Lebensabend unter recht angenehmen Umständen mit dem Studium zubrachte.